# میگوی اطلسی
میگوی اطلسی (نام علمی: Xiphopenaeus kroyeri) نام یک گونه از تیره درازمنقارچگان است.